# Віллі ван ден Берґен
Віллі ван ден Берґен (3 липня 1939 — 30 березня 2022) — бельгійський велогонщик.
Бронзовий призер Олімпійських Ігор 1960 року в груповій шосейні гонці.
Бронзовий призер Чемпіонату світу з велоперегонів на шосе 1960 року в аматорській груповій шосейній гонці.